# Sa mạc Aralkum
Sa mạc Aralkum là một sa mạc mới xuất hiện từ năm 1960 trên khu vực đáy biển từng được phủ kín bởi biển Aral. Nó nằm ở phía nam và phía đông của những gì còn lại của biển Aral ở Uzbekistan và Kazakhstan.

## Lịch sử
Trong khi mức độ của biển Aral đã có biến động qua sự tồn tại của nó, sự sụt giảm mức độ gần đây nhất kể từ năm 1960 được gây ra bởi Liên Xô khi xây dựng các dự án thủy lợi lớn trong khu vực. Các dòng chảy suy giảm nghiêm trọng sau đó khiến mực nước ở Biển Aral giảm xuống. Trong khi Bắc Biển Aral đang dâng nước do đê, lượng nước Biển Aral vẫn tiếp tục giảm, dẫn đến việc mở rộng kích thước của sa mạc đến năm 2010, khi Biển Aral ổn định. Mực nước biển Nam Aral sau đó bắt đầu giảm trở lại, tuy nhiên lần này nghiêm trọng hơn.

## Chất gây ô nhiễm không khí

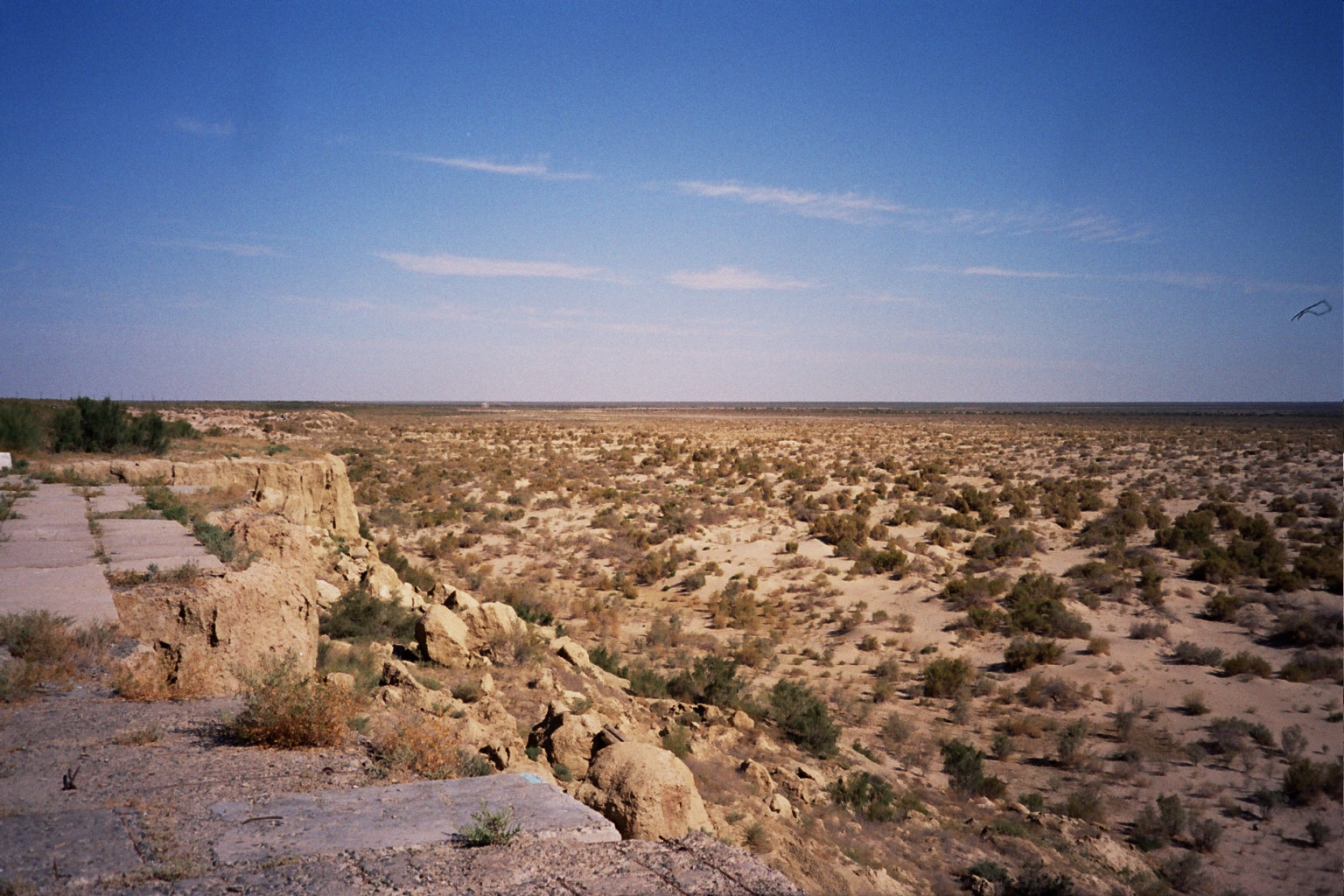
Các khu vực của Biển Aral ở Uzbekistan trong năm 2004

Cát và bụi của Aralkum có nguồn gốc chứa chất gây ô nhiễm. Vị trí của sa mạc gần một luồng khí mạnh mẽ theo hướng Đông-Tây đã dẫn đến thuốc trừ sâu trong bụi được tìm thấy trong máu của chim cánh cụt ở Nam Cực. Bụi Aral cũng đã được tìm thấy trong các khu vực khác của Nga, các khu rừng của Na Uy, và trong các sông băng của Greenland.

## Hệ động thực vật
Sau sa mạc hoá, đa dạng sinh học của khu vực giảm xuống còn 200 loài thực vật và động vật. Hệ thực vật hiện đang gồm các loài phát triển trên khu vực khô của biển bắt đầu phát triển từ năm 1960. Nó có 34 họ thực vật, 134 chi và 300 giống. Các đại diện phổ biến nhất là: Salicornia europaea, Suaeda crassifolia, Tripolium vulgare trong đất mùn và Suaeda acuminata et l'Atriplex fominii  trong đất cát.